# 종촌고등학교
종촌고등학교(宗村高等學校)는 대한민국 세종특별자치시 종촌동에 있는 공립 고등학교이다.

## 학교 연혁
- 2015년 2월 26일 : 종촌고등학교 준공
- 2015년 3월 1일 : 종촌고등학교 개교, 1학년 11학급, 특수 1학급
- 2015년 3월 1일 : 초대 홍성권 교장 부임
- 2015년 3월 2일 : 제1회 입학식(276명)
- 2018년 1월 31일 : 제1회 졸업식(281명)
- 2022년 3월 1일 : 제4대 정평희 교장 부임
- 2023년 1월 27일 : 제6회 졸업식(260명)
- 2023년 3월 4일 : 제9회 입학식(346명)

## 참고 자료
- 종촌고등학교 - 한국교육학술정보원 학교알리미